# Itame castalia
Itame castalia là một loài bướm đêm trong họ Geometridae.